# Саар, Март
Март Михке́левич Са́ар (эст. Mart Saar; 16 августа (28 августа) 1882, хутор Хюпсааре, Вастемойзская волость, Феллинский уезд, Лифляндская губерния, Российская империя, ныне Эстония — 28 октября 1963, Таллин, Эстонская ССР, ныне Эстония) — эстонский композитор, пианист, органист и педагог. Народный артист Эстонской ССР (1952).

## Биография
Родился в семье лесника, был старшим из четырёх детей. Рано увлёкся музыкой, но не получал систематического образования, оставаясь по сути самоучкой, пока его дарование в 1894 году не разглядел Артур Капп, дававший ему бесплатные уроки и помогший поехать учиться в Петербург. В 1908 году Саар окончил Петербургскую консерваторию. Его учителями были Анатолий Лядов, Николай Римский-Корсаков (композиция), Фридрих Гомилиус (орган), Александр Глазунов (инструментовка и чтение партитур). В 1908—1932 преподавал в Учительской семинарии и Высшей музыкальной школе в Юрьеве (Тарту). В 1908—1944 концертировал в Эстонии как пианист и органист. С 1943 года — преподаватель Таллинской консерватории, а с 1947 года — профессор. Среди его учеников: Эстер Мяги, Яан Ряэтс, Туудур Веттик и другие. Писал романсы на стихи Александра Пушкина, Каарела Корсена, Карла Сёэта, Анны Хаавы и других поэтов (всего около 150). Писал также музыку к спектаклям: «Исчезнувшая принцесса» И. Оро (1925, Тарту) и другим.
Написал более ста произведений для всех видов хоров, а также сольных песен.
В 1956 году здоровье Марта Саара внезапно ухудшилось, его частично парализовало с левой стороны, пришлось отказаться от всякой работы. Несколько поправившись, он продолжил сочинять, музыкальный язык Саара в последние годы был очень простым.
Похоронен 3 ноября на кладбище в Сууре-Яани. Могила Марта Саара объявлена памятником истории.

## Память
- На родине композитора, в Хюпассааре, открыт мемориальный музей Саара
- Один из рыболовецких траулеров носит имя «Март Саар» (БМРТ-253)
- В 1982 году эстонский документалист Тойво-Пеэт Пукс снял о композиторе фильм «Северный дух»

## Сочинения
- «Смело вперед» для солиста, хора и симфонического оpкестра (на стихи X. Тооминга, 1940)
- Вечерняя думка для хора и симфонического оpкестра (на народный текст, 1929)
- Красоты дочерям для хора и симфонического оpкестра (на народный текст, 1939)
- Прелюдия-поэма для симфонического оpкестра (1911)

## Награды
- орден Трудового Красного Знамени (30.12.1956)
- Заслуженный деятель искусств Эстонской ССР (1945)
- Народный артист Эстонской ССР (1952)